# Succinea piratarum
Succinea piratarum е вид коремоного от семейство Succineidae. Видът е застрашен от изчезване.

## Разпространение
Разпространен е в Гуам.